# Список умерших в 1190 году
В этой статье представлен список известных людей, умерших в 1190 году.
См. также: Категория:Умершие в 1190 году

## Февраль
- 18 февраля — Оттон II Богатый — маркграф Мейсена (1156—1190)

## Март
- 15 марта — Изабелла де Эно (19) — королева Франции (1180—1190), жена Филиппа II Августа. Умерла при родах.
- 17 марта:
  - Джос Йоркский[англ.] — глава йоркской еврейской общины, погиб во время резни евреев в Йорке
  - Йом Тов Йоркский[англ.] — раввин и литургический поэт, покончил жизнь самоубийством, во время резни евреев в Йорке.
- 31 марта — Сайгё — японский поэт рубежа периодов Хэйан и Камакура, один из известнейших и популярнейших создателей стихов-танка.

## Май
- 3 мая — Вильям Нортальский[англ.] — епископ Вустера (1186—1190)
- 6 мая — Фридрих фон Хаузен — немецкий средневековый поэт периода раннего миннезанга, рыцарь. Погиб во время третьего крестового похода в битве при Филомелиуме.

## Июнь
- 10 июня — Фридрих I Барбаросса — участник второго крестового похода, герцог Швабии (1147—1152), король Германии (1152—1190), Император Священной Римской империи и король Италии (1155—1190). Погиб (утонул в реке) во время третьего крестового похода.
- 14 июня — Генрих I — граф Тироля (1180—1190)

## Июль
- 8 июля — Готтфрид фон Шпиценберг[нем.] — епископ Регенсбурга (1185—1186), епископ Вюрцбурга (1186—1190), умер в Антиохии во время третьего крестового похода.
- 15 июля — Мартин[нем.] — епископ Мейсена (1170—1190), умер в третьем крестовом походе.
- 25 июля — Сибилла Иерусалимская — королева Иерусалима (1186—1187).
- 29 июля — Матильда Глостерская — графиня-консорт Честер (1141—1153), жена Ранульфа де Жернона

## Август
- 1 августа — Флорис III — граф Голландии (1157—1190). Умер во время третьего крестового похода.
- 16 августа — Деди III Толстый — маркграф Лужицкий и маркграф Ландсберга (1185—1190).
- 21 августа — Готфрид III Смелый — граф Лувена, ландграф Брабанта, герцог Нижней Лотарингии (1142—1190).
- 31 августа — Роберт де Бомон, 3-й граф Лестер — граф Лестер (1168—1190), лорд-стюард (1168—1190), умер возвращаясь из третьего крестового похода.
- Жоффруа IV де Жуанвиль, сеньор де Жуанвиль и сенешаль Шампани (с 1188), участник Третьего крестового похода.

## Сентябрь
- 13 сентября — Герман IV — маркграф Бадена (1160—1190). Умер во время третьего крестового похода.
- 20 сентября — Аделог[нем.] — епископ Хильдесхайма (1171—1190)
- Джованни[фр.] — кардинал-дьякон с титулом de Ss. Sergio e Bacco (1189—1190)

## Октябрь
- 14 октября или 19 октября — Генрих I — граф Бара (1170—1190). Погиб от ран в третьем кресовом походе.
- 16 октября — Людвиг III Благочестивый — ландграф Тюрингии (1172—1190), пфальцграф Саксонии (1180—1181), умер возвращаясь из третьего крестового похода.
- 21 октября — Ранульф де Гленвиль, главный юстициарий Англии (1180—1189), шериф Йоркшира (1163—1170 и 1175—1189), шериф Ланкашира (1173—1174), шериф Уэстморленда (1177—1180), судья королевского двора (1177—1180), возможный автор «Трактата о законах и обычаях королевства Английского» — самого раннего трактата, посвящённого английским законам.

## Ноябрь
- 3 ноября — Дипольд фон Берг[нем.] — епископ Пассау (1172—1190), участник третьего крестового похода. Умер при осаде Акры
- 15 ноября — Теодерик II де Монфакон[нем.] — епископ Безансона (1180—1190), участник третьего крестового похода. Умер при осаде Акры
- 19 ноября — Болдуин Фордский — епископ Вустера (1180—1185), архиепископ Кенерберийский (1185—1190). Умер во время третьего крестового похода.
- 21 ноября — Депольт II — чешский князь из династии Пржемысловичей, предводитель чешских войск в третьем крестовом походе. Умер при осаде Акры
- Пьер Иснард[фр.] — архиепископ Арля (1183—1190), участник третьего крестового похода умер при осаде Акры

## Декабрь
- 15 декабря — Арнольд фон Берг[нем.] — епископ Оснабрюка (1173—1190), участник третьего крестового похода. Умер при осаде Акры

## Дата неизвестна или требует уточнения
- Адела фон Фобург — королева-консорт Германии (1152—1153), первая жена Фридриха I Барбароссы. По другим источникам, умерла в 1187 году.
- Алессандро[фр.] — кардинал-священник Санти Сильвестро э Мартино ай Монти (1189—1190).
- Беатриса де Мельгёй, графиня Мельгёя (с 1132).
- Бернард II де Баллиол — лорд Балиоль, взявший в плен шотландского короля Вильгельма I Льва (1174).
- Бернхард I, граф Ратцебурга (с 1163/1164).
- Бобоне, Романо — кардинал-дьякон Сант-Анджело-ин-Пескерия (1182—1188), кардинал-епископ Порто-Санта Руфина (1188—1190)
- Босон[фр.] — кардинал-дьякон Сант-Анджело (1187—1188), кардинал-священник Сант-Анастазия (1189—1990).
- Бурхард IV фон Кверфурт, бургграф Магдебурга (1177/1178—1190).
- Валкелин де Дерби[англ.] — английский дворянин, основатель школы Дерби (en:Derby School), одной из старейших средних школ в Великобритании (1160—1989)
- Гвидо III[нем.] — епископ Шалона (1164—1190), умер во время третьего крестового похода.
- Гуон де Ротеланд, англо-нормандский поэт.
- Гуеррикус[нем.] — единственный архиепископ Петры (1167—1190), участник третьего крестового похода умер при осаде Акры.
- Доминик Гундиссалин, испанский священник, переводчик и философ; первый руководитель Толедской школы переводчиков.
- Иуда бен-Саул ибн-Тиббон — еврейский средневековый переводчик и врач, «глава переводчиков».
- Иоанна (Хуана) Азская — мать Святого Доминика, святая римско-католической церкви[1].
- Кимхи, Моисей[англ.] — средневековый еврейский библейский комментатор и филолог
- Лука Печерский[укр.] — эконом Киево-Печерской лавры, святой православной церкви
- Мария Комнина — королева-консорт Венгрии (1163), жена Иштвана IV
- Палмер, Ричард — видный государственный деятель Сицилийского королевства, епископ Сиракузы (1169—1182), архиепископ Мессины (1182—1189)
- Раймунд II[нем.] — виконт Тюрена (1146—1190), умер в третьем крестовом походе при осаде Акры.
- Рено V д’Обюссон, виконт Обюссона (с ок. 1150).
- Роберт Скруп, английский землевладелец.
- Рожер ди Андрия — граф Андрии и великий камергер Апулии, влиятельный апулийский барон, претендент на корону Сицилийского королевства после смерти Вильгельма II Доброго, противник Танкреда. Казнён.
- Святополк Юрьевич — князь Турово-Пинский (1170—1190).
- Стефан (Этьен) I — первый граф Сансера (1151—1190), участник третьего крестового похода. Умер во время осады Акры. По другим источникам, умер в 1191 году.
- Тит Печерский — пресвитер Киево-Печерской лавры, святой православной церкви
- Уильям де Феррерс, 3-й граф Дерби — граф Дерби (1162—1190), участник третьего крестового похода, умер при осаде Акры
- Уолтер I де Клиффорд, английский землевладелец, феодальный барон Клиффорда.
- Чаган-Ува, вождь монгольского племени негудаев (чоносов).